# ابراهیم عیسی (بازیکن فوتبال اماراتی)
ابراهیم عیسی (انگلیسی: Ibrahim Eisa؛ زادهٔ ۱۰ آوریل ۱۹۹۴) یک بازیکن فوتبال است.